# Incilius mazatlanensis
Incilius mazatlanensis es una especie de anfibio anuro de la familia Bufonidae.

## Distribución geográfica
Esta especie es endémica de México. Habita en el lado pacífico de la Sierra Madre Occidental en el suroeste de Sonora, sur de Chihuahua, Sinaloa, sur de Durango, Nayarit, Jalisco y Colima.

## Descripción
Incilius mazatlanensis mide hasta 86 mm.

## Etimología
Su nombre de especie, compuesto de mazatlán y el sufijo latín -ensis, significa "que vive y que habita", y le fue dado en referencia al lugar de su descubrimiento, Mazatlán en Sinaloa.

## Publicación original
- Taylor, 1940 "1939" : Herpetological Miscellany No I. The University of Kansas science bulletin, vol. 26, n.º 15, p. 489-571[5]